# Dicranomyia (Dicranomyia) flavigenu
Dicranomyia (Dicranomyia) flavigenu is een tweevleugelige uit de familie steltmuggen (Limoniidae). De soort komt voor in het Palearctisch gebied.